# Peristedion antillarum
Peristedion antillarum és una espècie de peix pertanyent a la família dels peristèdids.

## Descripció
- Fa 18 cm de llargària màxima (normalment, en fa 15).[5][6]

## Hàbitat
És un peix marí i batidemersal que viu entre 329 i 649 m de fondària.

## Distribució geogràfica
Es troba a l'Atlàntic occidental central: les Antilles i des d'Hondures fins a Panamà.

## Observacions
És inofensiu per als humans.